# Caños de Carmona

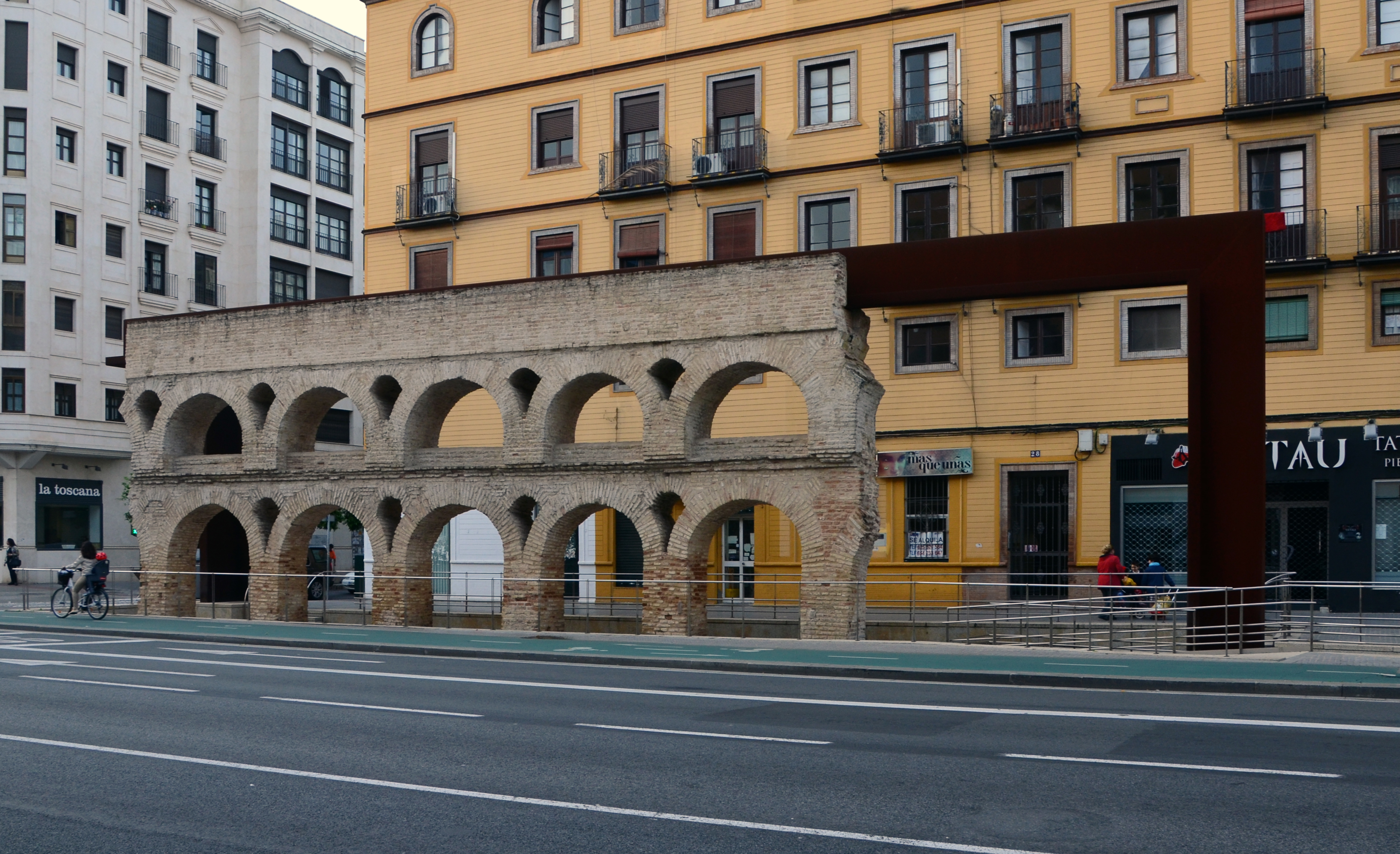
Le tronçon à deux étages des Caños de Carmona situé à l'angle entre les rues Luis Montoto et Jiménez Aranda, dans le quartier de Nervión, en 2015,.

Les Caños de Carmona (en français : Tuyaux de Carmona) est le nom donné à un ancien aqueduc romain, restauré par les Almohades au XIIe siècle, qui conduisait depuis Alcalá de Guadaíra (Andalousie, Espagne) une grande partie de l'eau qui approvisionnait Séville. Il fut en grande partie détruit en 1912.

## Construction
L'époque de la construction de l'aqueduc n'est pas clairement établie. Même si l'on manque de documents le confirmant, une grande majorité des spécialistes, et parmi eux ceux de l'Académie royale d'histoire, estime qu'il fut construit approximativement entre 68 et 65 av. J.-C. par les Romains et qu'il fut par la suite profondément restauré et transformé par les Almohades. Le style des constructions de brique consolidant les galeries creusées à Alcalá de Guadaíra et les niches découvertes dans ces dernières, qui servaient à abriter des lampes utilisées par les mineurs, sont typiques des œuvres de l'Empire romain. Une minorité pense malgré tout qu'il fut construit de novo par les Almohades. Quoi qu'il en soit, l'aqueduc tel qu'on le connaissait jusqu'au début du XXe siècle, et dont il reste quelques tronçons, fut édifié par l'ingénieur almohade al-Hach Yaix, sur ordre du calife Abu Yaqub Yusuf, et inauguré en 1172. L'aqueduc fut à nouveau rénové à la fin du XIVe siècle et des arches furent ajoutées,,,,.

## Description
L'aqueduc partait de los Cercadillos de las Huertas de Santa Lucía, sur la commune d'Alcalá de Guadaíra, où furent creusés, à des époques différentes, plusieurs kilomètres de galeries (dont une grande partie subsiste au XXIe siècle, 3 080 m ayant été topographiés) permettant la récupération des eaux souterraines. Certaines galeries, creusées dans un matériau friable, furent consolidées par des ouvrages de briques. Les galeries furent dotées de cheminées d'aérations, dont 130 subsistent. L'eau parcourait ensuite une quinzaine de kilomètres par des canaux souterrains avant de surgir à l'air libre à l'est de Séville, au lieu-dit Molino de Guevara, au niveau de l'actuelle autoroute SE-30. Elle franchissait les dernières centaines de mètres en direction du centre de la ville dans des canaux à l'air libre (dont le courant était utilisé par des moulins à eau) puis portée par 400 arches de briques (selon l'époque et à la suite des diverses transformations et restaurations des canaux, le nombre d'arches varia entre 390 et 410), parfois sur deux étages, pour se terminer à la porte de Carmona, à la fin de l'actuelle rue Luis Montoto,. L'aqueduc doit d'ailleurs son nom à sa proximité avec cette ancienne porte de ville et n'a donc aucun lien avec la ville de Carmona.
Le débit de l'aqueduc pouvait atteindre 5 000 m3. L'eau rejoignait alors celle provenant de la fontaine de l'Archevêque (fuente del Arzobispo, proche des portes du Soleil et de Cordoue) et du Guadalquivir avant d'être distribuée dans la ville par des bassins et des fontaines.

## Destruction et sauvetage de trois tronçons
L'aqueduc fut utilisé jusqu'au début du XXe siècle par The Seville Water Works Company, compagnie anglaise qui gérait l'acheminement de l'eau potable de la ville à cette époque,. Il fut en grande partie démoli en 1912. Un tronçon qui avait été conservé dans le quartier de Los Pajaritos fut à son tour détruit en 1959,.
Seuls subsistent trois tronçons : le premier, à deux niveaux, se trouve à l'angle entre les rues Luis Montoto et Jiménez Aranda et le deuxième se trouve à l'extrémité ouest de la rue Cigüeña. Quant au troisième, situé à l'angle entre les rues Luis Montoto et Amador de los Ríos, il fut longtemps enseveli dans les fondations du pont Luis Montoto avant de réapparaître lors de la destruction du pont au début des années 1990. Dans une niche creusée dans un pilier de ce tronçon se trouvait une statue de la Vierge de las Madejas, lapidée pendant la Révolution de 1868 avant d'être transférée en 1869 dans l'église de San Roque où elle brûla en 1936. Une copie de la sculpture fut placée dans la niche lorsque le tronçon fut déterré. Volée, elle fut remplacée par une plaque d'azulejos la représentant, protégée par un grillage.
Les tronçons restant appartiennent à Emasesa, le service public qui gère la distribution de l'eau à Séville. L'entreprise investit plus de 570 000 euros en 2008 pour la restauration du tronçon à deux étages de la rue Luis Montoto, qui menaçait de s'écrouler. Le monument fut nettoyé et séparé de la voie publique par une petite place. Les chevalets le soutenant depuis 1951 furent remplacés par une structure métallique plus moderne,,.

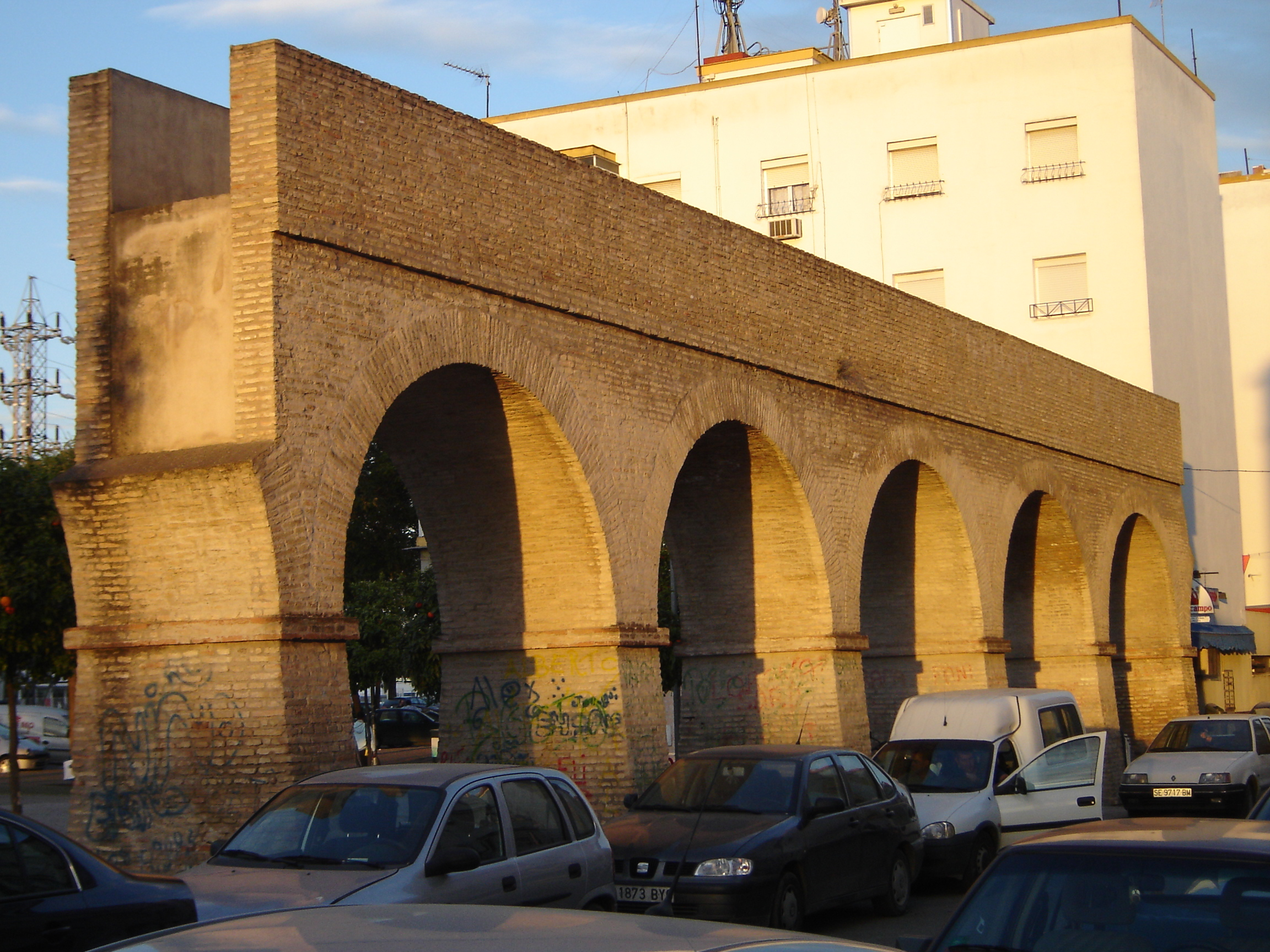
Le tronçon situé le plus à l'est, à la rue Cigüeña.
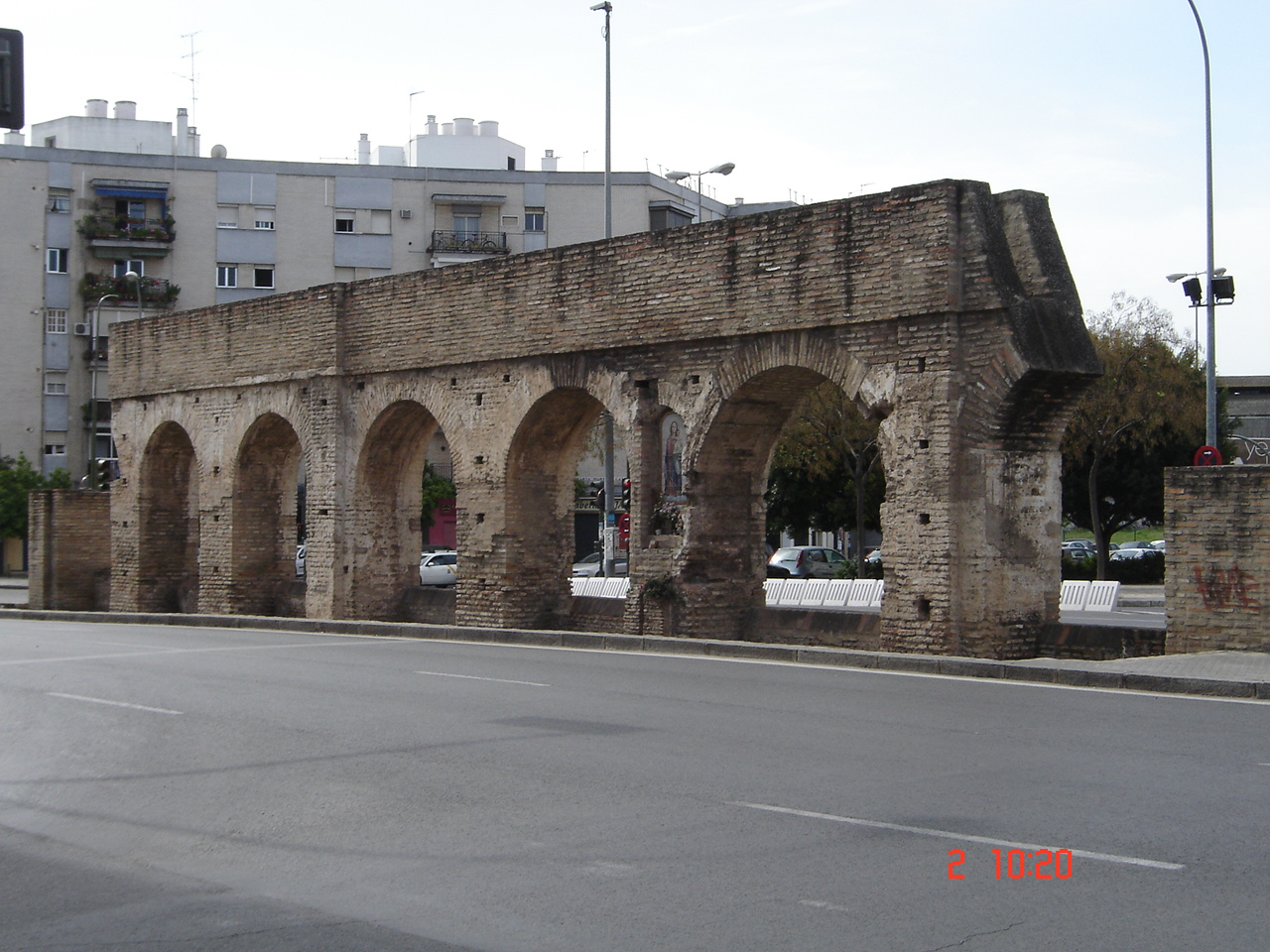
Le tronçon situé à l'angle entre les rues Luis Montoto et Amador de los Ríos, découvert lors de la destruction du pont Luis Montoto.
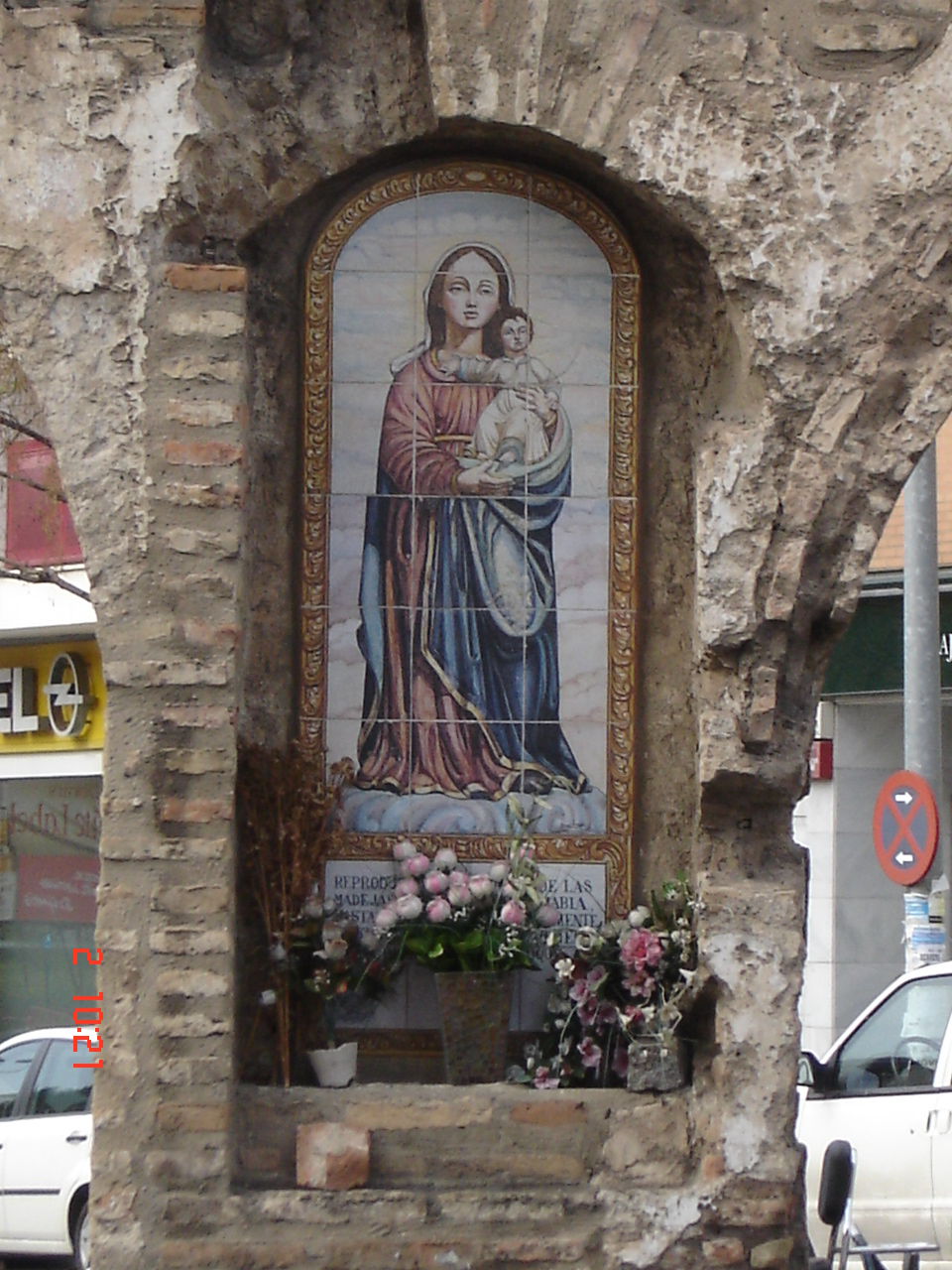
La plaque dédiée à la Vierge de las Madejas située dans un pilier du tronçon situé à l'angle entre les rues Luis Montoto et Amador de los Ríos.